# Maximiliano Borges
Maximiliano Borges, vollständiger Name Alex Maximiliano Borges Ávila, (* 20. Juni 1984 oder 28. Juni 1984 in Melo) ist ein uruguayischer Fußballspieler.

## Karriere
Der 1,78 Meter große Mittelfeld- und Offensivakteur Borges stand zu Beginn seiner Karriere mindestens in der Clausura 2003 im Kader des Erstligisten Centro Atlético Fénix. Auch in der Apertura 2007 wird er als Spieler des Klubs geführt. In Clausura und Apertura des Jahres 2008 spielte er für den Club Atlético Bella Vista. 2010 ist ein Wechsel Borges’ von Bella Vista zum montevideanischen Klub Sud América verzeichnet. 2012 zog er weiter zum Huracán FC. Letztgenannter Verein verlieh Borges 2013 zum Club Atlético Progreso. Dort bestritt er in der Spielzeit 2012/13 elf Spiele in der Primera División und erzielte zwei Treffer. Nach Ablauf der Leihe kehrte er noch im selben Jahr zu Huracán zurück und bestritt in der Saison 2013/14 fünf Partien (kein Tor) der Segunda División für den Klub. 2014 wechselte er in der noch laufenden Saison zu El Tanque Sisley. In der Clausura 2014 wurde er beim Erstligisten viermal in der Liga eingesetzt. Ein Tor schoss er nicht. In der Spielzeit 2014/15 folgten drei weitere Erstligaeinsätze (kein Tor). Darüber hinaus sind bislang (Stand: 7. August 2016) weder Einsätze noch eine Kaderzugehörigkeit für ihn verzeichnet.